# Limbi ilirice
Limbile ilirice sunt un grup al limbilor indo-europene care se aflau în partea vestică a Balcanilor. În jurul anului 230 î.e.n. aceste limbi au fost romanizate, iar apoi au fost înlocuite de limbile slavice între secolele V-VII.
Unii cred ca limba albaneză ar fi derivată din limbile ilirice, însă această teorie este intens contestată de lingviști și istorici, din mai multe motive, principalul fiind faptul că limba Iliră era o limbă centum, iar albaneza este o limbă satem, ca și limbile dacă și tracă, slava veche, limbile baltice, limba armeană și limbile indo-iraniene(acestea din urmă fiind cele mai înrudite/apropiate limbi satem cu limba albaneză).

## Istoria limbii
Vocalismul este restabilit condițional în compoziția [a], [u], [e], [i], [ō], [ū], [ eu], [ai], [ei]. Consonantismul este reprezentat de fonemele [p, t, k, b, d, g, s, j, v, m, n, l, r], eventual și [š, z, c, dz, n ', l'] nordul este încă [f].
Consonantismul se caracterizează prin reducerea a trei serii de dopuri indo-europene la două, cu coincidență de aspirații sonore; Prezența reflexelor kentum și satemale ale velarului indo-european.
Aproape nimic nu se știe despre morfologia iliră, cu excepția caracteristicilor de formare a cuvintelor, care se caracterizează prin prezența mai multor prefixe și a unui sistem bogat de sufixe.
Din vocabular, există mai ales nume native, a căror semnificație este doar uneori restaurată pe baza unei comparații cu alte limbi indo-europene.

### Cifre
Mai jos sunt câteva nume binecunoscute pentru cifre:
| jedan | dwa | tri  | tschetari | peet  | schees | sedam | ossam |      | dessat |
| unul  | doi | trei | patru     | cinci | șase   | șapte | opt   | nouă | zece   |